# CoRoT-13 b

CoRoT-13 b est une planète extrasolaire en orbite autour de l'étoile CoRoT-13. Elle a été découverte en transit devant son étoile grâce au télescope CoRoT le 12 juillet 2010. 
Cette planète est un Jupiter chaud ayant une période orbitale de seulement 4,04 jours terrestres, à environ 4 257,5 a.l. de notre Système solaire. Sa masse est de 1,3008 masse jovienne et son rayon de 0,9 rayon jovien, pour une masse volumique de 2,34 g cm−3. Sa densité est très importante pour une telle masse. Ceci implique l'existence d'une quantité d'éléments lourds comprise entre 140 et 300 masses terrestres (~0,45 à 0,95 masse jovienne, soit un à deux tiers de sa masse totale).
CoRoT-13b orbite une étoile (CoRoT-13) de métallicité solaire de type G0V et d'une température de 5 945 K pour une masse de 1,09 masse solaire et un rayon de 1,01 rayon solaire. Son abondance en lithium est de +1,45 dex pour un âge estimé entre 0,12 et 3,15 milliards d'années. L'abondance en lithium de l'étoile est en accord avec sa température effective, son niveau d'activité et l'intervalle de son âge dérivé à partir d'une analyse stellaire.